# Ангелы (династия)
А́нгелы (греч. Ἄγγελοι) — династия византийских императоров (1185—1204 годы).

## Происхождение
В научной среде нет единого мнения о происхождении рода. Несмотря на кажущуюся очевидной этимологию фамилии, столь возвышенное прозвище выпадает из ряда византийских фамильных имен. В. Васильевский и А. Васильев относили термин Ангелы к англичанам. Поль Лемерль предполагал, что речь идет о простолюдине. Р. Бартикян высказал мысль о том, что Ангел или Агел является областью Амид, и что Кекавмен имеет в виду мусульманина, служившего Византии. А. Каждан не исключил армянского происхождения рода, отметив, что вполне вероятно, что их родину надо искать в армяно-сирийских лимитрофах на восточных границах Византии. Но наиболее вероятно, что фамилия происходит от наз. села в Армении — «Англ» или от арм. слова Ан-гел — «лишенный красоты». Династия Ангелов ведёт своё происхождение из Софены (Цопка) — исторической области Армении, которая по договору 387 г. отошла к Византии и которая делилась на 5 нахарарств, крупнейшим из которых было владение дома Ангелов.

## Основание
Начало возвышению династии Ангелов положил Константин, сын Мануила, женившись в 1118 году на младшей дочери императора Алексея I Комнина Феодоре и получив титул паниперсеваста. От его второго сына Андроника происходит византийская императорская династия, а от самого младшего незаконнорождённого сына севастократора Иоанна, умершего в 1200 году, — династия деспотов Эпира.

## На троне Византии
Представители династии пришли к власти после свержения Андроника I Комнина. К Ангелам принадлежали Исаак II Ангел (правил в 1185—1195 годах; в 1203—1204 годах — совместно с сыном Алексеем IV) и его брат Алексей III Ангел (1195—1203).
Ангелы проводили политику раздачи проний и привилегий, усилили налоговый гнёт, растрачивали казну на пиры и увеселения. Правление Ангелов — время ослабления государства, обострения внутренних противоречий и династической борьбы. Армия слабела, флот находился в плачевном состоянии. Империя в целом переживала кризис, резко сокращались её границы.
Ангелы поддерживали торговые привилегии Генуи и Пизы, в результате чего до крайности обострились отношения с Венецией. Они отразили нападение сицилийских норманнов, но потерпели ряд поражений в войнах с сельджуками и не смогли подавить восстание в Болгарии.
В период правления Ангелов состоялись Третий и Четвёртый крестовые походы. Во время Четвёртого похода императоры из дома Ангелов были свергнуты с престола, Византийская империя распалась. В 1204—1318 годах Ангелы — династия правителей Эпирского государства.

## Деспоты Эпира и Этолии
- Михаил I — сын Иоанна, деспот Эпира и Этолии (1204—1215)
- Феодор Комнин Дука — сын Иоанна, деспот Эпира и Этолии (1215—1230), император Фессалоник (1224—1230), деспот Македонии (1237—1251)
- Мануил — сын Иоанна, император Византии в Фессалонике (1230—1237), деспот Эпира и Этолии (1230—1231), деспот Фессалии (1237—1241)
- Михаил II — сын Михаила I, деспот Эпира и Этолии (1231—1268), деспот Фессалии (1241—1268)
- Никифор I — сын Михаила II, деспот Эпира и Этолии (1268—1296), деспот Фессалии (1268—1271)
- Фома — сын Никифора I, деспот Эпира и Этолии 1296—1318

## Правители Фессалоник
- Иоанн — сын Феодора Комнина, император Византии в Фессалонике (1237—1244)
- Димитрий (род. 1225) — сын Феодора, император Византии в Фессалонике (1244—1246)

## Деспоты Фессалии
- Иоанн I, сын Михаила II, деспот Фессалии и герцог Неопатраса 1271—1296
- Константин, сын Иоанна I, деспот Фессалии и герцог Неопатраса 1296—1303
- Иоанн II, сын Константина, деспот Фессалии и герцог Неопатраса 1303—1318

## Генеалогия
- Мануил Ангел (до 1060 — пос. 1095), патриций 1078/81
  - Николай Ангел (ум. пос. 1148), военачальник
  - Михаил Ангел (ум. пос. 1166), протонобилиссимус, севаст
  - Иоанн Ангел (ум. пос. 1154), военачальник
  - Константин Ангел (ок. 1088 — пос. 1166), севастогипертат 
 + Феодора Комнина (1096 — пос. 1126), дочь Алексея I Комнина
    - Алексей Комнин Ангел (ум. пос. 1166), военачальник
      - Михаил Ангел (ум. пос. 1190)

    - Андроник Дука Ангел (1122/24 — пос. 1185), военачальник 
 + Ефросинья Кастамонитисса (1124/28 — 1185/95)
      - Константин Ангел (ок. 1147 — пос. 1185), севастократор
      - Иоанн Ангел (ок. 1149 — пос. 1185), севастократор
        - Андроник Ангел (ум. пос. 1189)
        - ? Феодора Ангелина (1183/9 — 1246)
 + Леопольд VI (1177—1230), герцог Австрии

      - Алексей III Ангел (1151/54 — пос. 1211), Виз. имп. (1195—1203)
 + Ефросинья Дукиня Каматира (1155—1211)
        - Ирина Комнина Ангелина (1168/70 — пос.1203)
 +1) Андроник Контостефан (ум.1196)
 +2) Алексей Палеолог (умер в 1203)
        - Анна Комнина Ангелина (1171/1173—1212)
 +1) Исаак Комнин (ум.1197/98), севастократор
 +2) Феодор I Ласкарис (1174—1221), Никейский имп. (с 1208)
        - Евдокия Ангелина Комнина (ок.1173—1211)
 +1) Стефан II Неманич (1165—1228), сербский король
 +2) Алексей V Дука (ум. 1204) Византийский имп. (II—IV.1204)
 +3) Лев Сгур (ум.1208), архонт Нафплиона

      - Михаил Ангел (ум.1184/85 или после)
      - Феодор Ангел (ум.1184/85 или после)
      - Исаак II Ангел (1155—1204), Визант. имп. (1185—95 и с 1203)
 +1) Ирина Торникина (1157/61 — 1183/85)
 +2) Мария Венгерская (1175 — пос. 1223)
        - (от 1-го брака) Ефросинья Ангелина (1175/81 — до 1208), монахиня
        - (от 1-го брака) Ирина (Мария) Ангелина (1177/84 — 1208)
 +1) Рожер V (1175/84 — 1193), герцог Апулии
 +2) Филипп Швабский (1177—1208), король Германии (с 1198)
        - (от 1-го брака) Алексей IV Ангел (1180/84 — 1204), Визант. император с 1203
        - (от 1-го брака) (сын/дочь) (1182/83 — до 1185)
        - (от 2-го брака) Иоанн (Калоян) Ангел (1193—1259), князь Срема
 + Матильда фон Вианден (1216/19 — пос. 1236)
          - Мария Ангелина (ок.1235-пос.1285)
 + Ансо V де Кайо (ок. 1200 — 1273/76), регент Латин. империи
          - ? Елена Ангелина (ок. 1236 — 1314)
 + Стефан Урош I (ок. 1229 — 1277), король Сербии (1243—1276)

        - (от 2-го брака) Мануил Ангел (1196/99 — 1212)

      - Ирина Ангелина (ум.пос.1186)
 + Иоанн Кантакузин (ум.пос.1186), цезарь
      - Феодора Ангелина (ум.пос.1195)
 + Конрад Монферратский (ок. 1145 — 1192), король Иерусалима

    - Исаак Ангел (ум.пос.1170), стратиг Киликии
      - Константин Ангел (ум.пос.1193), дука Крита
      - (дочь) Ангелина (ум.пос.1189)
 + Василий Ватац (ум.1193), севаст, дука Фракии

    - Мария Ангелина (ум.пос.1160)
 + Константин Камица (ум.пос.1201/02)
    - Евдокия Ангелина
 + Гудели Цикандела (ум.пос.1166), севаст
    - Зоя Ангелина
 + Андроник Синаден (ум.1180)
    - Иоанн Дука (ум.1200), севастократор
 +1) Зоя
 +2) Зоя Дукиня
 + (незаконная) неизвестная
      - (от 1-го брака) Исаак Комнин Дука (ум.1203)
 + Евдокия Комнина Вранаина (ум.пос.1187)
      - (от 1-го брака) Алексей Комнин Дука (ум.1183 или после)
      - (от 2-го брака) Феодор Комнин Дука (1180/85 — 1254/55), имп. Фессалии (1224—30)
 + Мария Дукиня Комнина Петралифаина
        - Анна Комнина Дукиня (ум.1258)
 + Стефан Радослав (1192—1235), король Сербии (1228—34)
        - Иоанн Комнин Дука (ум.1244), имп. Фессалии (1237—43)
        - Ирина Комнина Ангелина (ум.пос.1241)
 + Иван Асень II (ум. 1241) царь Болгарии (с 1218)
        - Димитрий Комнин Дука (1220 — пос. 1246), деспот Фессалии (с 1244)

      - (от 2-го брака) (дочь) Комнина Дукиня (род.1280/85), сестра-близнец Феодора
      - (от 2-го брака) Мануил Комнин Дука (1187—1241), деспот Фессалии (1230—37)
 +1) Евфимия Сербская (ум. 1217/24)
 +2) Мария Болгарская (ум.пос.1238)
        - (от 2-го брака) Елена Комнина Дукиня
 + Вильгельм Веронский, тетрарх Халкиды

      - (от 2-го брака) Константин Комнин Дука (ум.пос.1242), деспот Этолии с 1225
      - (от 2-го брака) (дочь) Комнина Дукиня (ум.пос.1205/15)
 + неизвестный Кантакузин
      - (от 2-го брака) Анна Комнина Дукиня (ум.пос.1233)
 + Матео II Орсини (ум.1259/64), граф Кефалонии с 1238
      - (незак.) Михаил I Комнин Дука (ум.1215), царь Эпира (с 1205)
 +1) неизвестная Мелиссина (ум. до 1204)
 +2) неизвестная Мелиссина, кузина 1-й жены
        - (от 1-го брака) (дочь) Комнина (ум. пос. 1209)
 + Эсташ де Эно (1180/82 — 1219), регент Фессалии
        - Феодора Комнина(ум. пос. 1215)
        - (от 2-го брака) Мария Комнина
 +1) неизвестный Сфрандзи
 +2) Константин Шабарон (ум. пос. 1258)
        - (от 2-го брака) Константин Комнин (ум. до 1214)
        - (незак.) Михаил II Комнин Дука (1205 — 1266/68), царь Эпира (1230 — 1266/68)
 + Феодора Дукиня Петралифаина (ум. пос. 1256)
 + (незаконная) Гангрена
          - Евдокия
          - Иоанн Комнин Дука (ум.1281/89)
 + неизвестная Торникина (ум.пос.1264)
            - Елена Дукиня Торникина Комнина (ум.пос.1288)
 + Алексей Рауль (ум.1303)

          - Никифор I Комнин Дука (1240—1297), царь Эпира (с 1266/68)
 +1) Мария Дукиня Ласкарина (1241/44 — 1258/59)
 +2) Анна Палеологиня Кантакузина (1246/49 — пос. 1313)
            - (от 1-го брака) (дочь) Комнина Дукиня (1258 — до 1294)
 + Фадрике Кастильский (1223—1277), инфант
            - (от 2-го брака) Мария Комнина Дукиня (ум.пос.1304)
 + Иоанн I Орсини (ум. 1317), граф Кефалонии
            - (от 2-го брака) Тамара Ангелина Комнина (1277/82—1311)
 + Филипп I Тарентский (1278—1331), князь Ахейи
            - (от 2-го брака) Михаил Дука Ангел (ум. 1291/98)
            - (от 2-го брака) Фома I Комнин Дука (1285—1318), царь Эпира (1297—1318)
 + Анна Палеолог (1287/92 — 1321), дочь Михаила IX

          - (от 1-го брака) Дмитрий Дука Комнин Ангел (ум. пос. 1304), деспот
 +1) Анна Палеолог (1260—1299), дочь Михаила VIII
 + 2) Анна Болгарская (1264/69 — пос. 1304)
            - (от 1-го брака) Андроник Палеолог Ангел (ум. 1326/28), архонт Белграда
 + неизвестная Кокалатисса
              - Анна Палеологиня Ангелина (ум. пос. 1355)
 +1) Иоанн II Орсини (ум. 1335), царь Эпира (1323—35)
 +2) Иван Комнин Асень (ум.1358/63), деспот Албании
              - (дочь) Палеологиня Ангелина
 + Иоанн Ангел (ум. 1348/50), префект Фессалии

            - (от 1-го брака) Константин Палеолог (ум. пос. 1345), протосеваст
              - Евдокия Палеологиня (ум. пос. 1366/67)
 + Дмитрий Цамплакон (ум. пос. 1366/67)
              - Андроник Палеолог (ум.1344), протостратор
 + неизвестная Апокавкиня (ум. пос. 1348)
                - Алексей Палеолог (1342/43 — до 1377)
                  - (дети) (ум. пос. 1377)

              - Феодора Палеологиня (ум.пос.1376)
 + Михаил Филантропен (ум.пос.1351)
              - Анна Палеологиня (ум.пос.1400)
 + Комнин Врана (ум.пос.1376)

            - (от 1-го брака) ? (дочь) Палеологиня Ангелина
 + Алексей Рауль (ум.1303)

          - (от 1-го брака) Елена Дукиня Ангелина (ок. 1242 — 1271)
 + Манфред (1232—1266), король Сицилии с 1258
          - (от 1-го брака) Анна (Агнесса) Комнинодукиня (1243/46 — 1286)
 + 1) Гильом II (1209/18 — 1278), князь Ахейи (1246—78)
 +2) Николай II де Сент-Омер (ум. 1294), лорд Эвбеи
          - (незак.) Иоанн I Дука Комнин (ок. 1240 — 1289), деспот Фессалии (1268—89)
 + Гипомона (в монашестве) (ум. пос. 1291)
            - Михаил Дука Комнин Ангел (1261/66 — 1307)
            - Константин I Дука (1263/70 — 1303), деспот Фессалии (1289—1303)
 + Анна Евагионисса (ум. 1317)
              - Иоанн II Дука (ум. 1318), деспот Фессалии с 1303
 + Елена Палеолог (ум. пос. 1315), дочь Андроника II

            - Елена Комнинодукиня (ум. 1294/95)
 +1) Гильом I (ум.1287), герцог Афинский
 +2) Гуго де Бриенн (ок. 1240 — 1296), граф Лечче
            - Фёдор Комнинодука Ангел (ум. 1300/03), севастократор
            - (дочь) Комнинодукиня
 + Андроник Тарханиот (ум. 1283), коноставл
            - Елена Комнинодукиня Ангелина (ум. 1298/99)
 + Стефан Урош II (ок. 1253 — 1321), король Сербии с 1282
            - ? (дочь) Комнинодукиня Ангелина (ум.пос.1284)

          - (незак.) Фёдор Комнинодука (ум. 1257/59), архонт
          - (незак.) Мануил Комнинодука (ум. пос. 1261/9), архонт